# Liste des abbés de Moutiers-Saint-Jean
Cet article contient la liste des abbés de l'abbaye Saint-Jean-de-Réome de la commune de Moutiers-Saint-Jean en France.

## Abbés réguliers
- 440-525 : saint Jean Ier ou de Réomé (fête le 28 janvier)
- 525-536 : saint Sylvestre
- 536-580 : Mummolus
- 580-6?? : Leopardinus
- 6??-6?? : Sicaire
- 6??-659 : Bobon
- 659-6?? : Hunna
- 6??-6?? : Maschara
- 6??-691 : Déodat
- 691-710 : Samuel
- 710-7?? : Astorg
- 7??-7?? : Christian Ier
- 7??-7?? : Maurellus
- 7??-796 : Valdon
- 796-8?? : Heirard
- 8??-817 : Cammundus
- 817-825 : Apollinaire, abbé de Flavigny, de Saint-Bénigne de Dijon et de Saint-Jean-de-Réôme à Moutiers-Saint-Jean, mort le 1er mars 826[1].
- 825-833 : Vigile
- 833-8?? : Didon
- 8??-8?? : Modoin
- 8??-843 : Maximin
- 843-846 : Bernard Ier
- 846-861 : Christian II
- 861-866 : Lothaire
- 866-870 : Hincmar
- 870-876 : Carloman
- 876-886 : Vulpon
- 886-956 : Vulfard
- 956-9?? : Ingelran
- 9??-984 : Aurélien
- 984-9?? : saint Mayeul
- 9??-1009 : Héldric
- 1009-1015 : bienheureux Guillaume Ier
- 1015-1042 : Guy Ier
- 1042-10?? : Azelin
- 10??-10?? : Eudes Ier
- 10??-10?? : Milon
- 10??-10?? : Hugues Ier
- 1080-10?? : Hugues II
- 10??-1098 : Thierry
- 1098-1106 : Geoffroy
- 1106-1139 : Bernard II
- 1139-1182 : Pierre Ier
- 1182-1189 : Renaud Ier
- 1189-1198 : Hugues III
- 1198-1199 : Hugues IV
- 1199-1203 : Guillaume II
- 1203-1238 : Guy II, administrateur à partir de 1229 jusqu'à 1231 environ de l'abbaye Saint-Bénigne de Dijon[2].
- 1238-1243 : Guillaume III
- 1243-1250 : Renaud II
- 1250-1252 : Guillaume IV
- 1252-1279 : Eudes II
- 1279-1296 : Gaudric
- 1296-1316 : Raymond de Commines
- 1316-1351 : Guillaume V
- 1351-1363 : Etienne de Chitry
- 1363-1386 : Guy III de Jaucourt, fils de Marie, alias Catherine Besors de Villarnoult, et de Richard de Jaucourt (de sable à deux léopards d'or)[3], fut également prévôt de l'abbaye Saint-Bénigne de Dijon.
- 1386-1406 : Louis Ier de Jaucourt
- 1406-1422 : Simon de Saulx-Tavannes
- 1422-1430 : Hugues V de Hauterive
- 1430-1439 : André de Hauteville
- 1439-1461 : Guy IV de Lugny
- 1461-1476 : Pierre d'Aligny[4].
- 1476-1484 : cardinal Philibert Ier Hugonet
- 1484-1491 : Jean II de Cussigny
- 1491-1502 : Pierre II d’Aligny[5]

## Abbés commendataires
- 1502-1506 : Guillaume VI de Machecol
- 1506-1527 : Sébastien de Rabutin de Savigny
- 1527-1544 : cardinal Pierre III de La Baume de Montrevel
- 1545-1559 : cardinal Jérôme Recanati-Capodiferro
- 1559-1562 : cardinal François Ier de Tournon
- 1562-1570 : cardinal Philibert II Babou de La Bourdaisière de Givray
- 1570-1592 : cardinal Philippe de Lénoncourt
- 1592-1616 : Guillaume VII Fouquet de La Varenne. Sous son abbatiat, en 1615, Jean Boucher était Grand-Prieur de l'abbaye, et son frère Antoine Boucher, Grand Prieur de l'abbaye Saint-Martin d'Autun et de Saint-Augustin en Nivernais, et un autre frère également prénommé Jean prieur de l'abbaye de Poitiers. Ils sont les enfants de Edme Boucher, Sg de Flogny et Dame Catherine de Longueil[6].
- 1616-1626 : Charles Ier Miron de L’Ermitage
- 1626-1629 : Louis II Gouffier de Boissy
- 1629-1630 : cardinal Armand-Jean du Plessis de Richelieu
- 1630-1631 : cardinal Alphonse-Louis du Plessis de Richelieu
- 1631-1645 : cardinal François II de La Rochefoucauld-Randan
- 1645-1660 : Louis III de Rochechouart de Champdeniers
- 1660-1710 : Claude-Charles de Rochechouart de Champdeniers
- 1710-1721 : Charles II Andrault de Langeron de Maulévrier
- 1721-1729 : Louis IV de Thésut de Lens
- 1729-1770 : Gilbert Gaspard de Montmorin de Saint-Hérem
- 1770-1791 : cardinal César-Guillaume de La Luzerne,

## Source
- Gallia Christiana